# Coryciinae
Coryciinae – podplemię roślin z rodziny storczykowatych (Orchidaceae). Obejmuje 5 rodzajów i około 120 gatunków występujących w Afryce, Azji i Oceanii.

## Systematyka
Podplemię sklasyfikowane do plemienia Diseae z podrodziny storczykowych (Orchidoideae) w rodzinie storczykowatych (Orchidaceae), rząd szparagowce (Asparagales) w obrębie roślin jednoliściennych.
Wykaz rodzajów
- Ceratandra Lindl.
- Corycium Sw.
- Disperis Sw.
- Evotella Kurzweil & H.P. Linder
- Pterygodium Sw.